# Romà Guardiet i Bergé
Romà Guardiet i Bergé (Barcelona, 1945) és un cineasta català. El 1970 es llicencià en física i el 1975 es doctorà en matemàtiques. Tanmateix, des del 1966 es dedicà al cinema independent, i durant dels anys 1970 va viure a Nova York, Berkeley i a Sydney, on va formar part dels grups de cinema independent i underground i va rodar alguns curtmetratges, un dels quals Yellow Flowers (1971), va guanyar un concurs convocat per l'Australian Council for the Arts.
A finals de la dècada del 1970 va tornar a Catalunya, on treballà com a professor a la Universitat Autònoma de Barcelona i va escriure poesia. Posteriorment es doctoraria en comunicació audiovisual a la Universitat Ramon Llull i des del 1999 és professor de comunicació i guió a la Fundació Blanquerna.
Simultàniament va dirigir el curtmetratge Idil·li xorc (1983), basat en un conte de Víctor Català i amb el qual va guanyar el premi al millor curtmetratge (un milió de pessetes) als II Premis de Cinematografia de la Generalitat de Catalunya. El 1984 va fundar la productora Quasar amb Joan Pueyo i Antonio Chavarrías. El 1985 va dirigir un episodi de la sèrie Tot queda en família, emesa a TV3, i no dirigiria el seu primer llargmetratge fins 1991: Solitud, basat en la novel·la homònima de Víctor Català i protagonitzada per Omero Antonutti, i que no es va poder estrenar fins 1996. La seva següent pel·lícula, El somni de Maureen (1993), no ha estat estrenada.

## Escrits
- Segon moment d'inèrcia (poesia, 1983)
- Paradigma absent (poesia, 1986)
- La Metàfora verbal com a aproximació a la metàfora audiovisual (2003)
- Un Model conceptual per a la metàfora icònica : de l'expressivitat comunicativa a l'expressió artística (2006)

## Filmografia
- Còmics espanyols de guerra i de postguerra, amb J. Pueyo i X. Juncosa (curtmetratge documental, 1980)
- Idil·li xorc (1983),
- Solitud (1991)
- El somni de Maureen (1993), no estrenat
- Gossos (telefilm, 2001)